# SMS G 174
G 174 – niemiecki niszczyciel z okresu I wojny światowej. Złomowany w 1922 roku. Szósta jednostka typu G 169, pierwsza jednostka tego typu z wzmocnionym uzbrojeniem torpedowym.